# 向充
向充（？—？），襄陽宜城人。三國時蜀漢將領。蜀漢官員向朗的侄兒，向寵之弟。

## 生平
蜀漢世歷射聲校尉、尚書。諸葛亮初亡，各地求為立廟，朝廷不聽，百姓多私祭於道路。向充担任中書郎后，與步兵校尉習隆上表，言宜近其墓，立廟沔陽。與來敏之子来忠多次協助大將軍姜維。蜀漢被滅後，魏咸熙元年（264年）六月，拜為梓潼太守。

## 親屬

### 叔
- 向朗，蜀漢大臣。

### 兄弟
- 向寵，向充兄，同為蜀漢官吏。